# Richard-Ginori
Richard-Ginori, rebaptisée Ginori 1735 à partir de 2020, est une entreprise créée par le 11 octobre 1896 de la fusion de l'Entreprise Richard Céramique, d'origine lombarde, avec la Manifattura di Doccia du marquis Carlo Ginori fondée en 1737 dans la commune de Doccia (Florence). Elle est célèbre pour sa porcelaine, dont la production est toujours située à Sesto Fiorentino.
Richard-Ginori, officiellement mise en faillite en janvier 2013, est racheté en mai 2013 par le groupe Gucci, lui-même contrôlé par la société française Kering.

## Histoire
L'histoire de Richard-Ginori a des origines anciennes et implique diverses manufactures et fabrications italiennes, y compris celles d'origine du XVIIIe siècle, qui ont ensuite incorporées, en particulier la Société Richard Céramique susmentionnée, l'usine de Doccia du marquis Ginori et la manufacture Palme.

### Histoire de la société céramique Richard
Précurseur de l'Entreprise Céramique Richard est la Société de fabrication de porcelaine lombarde fondée en 1830 par l'entreprise Gindrand, puis vendue en 1833 au Noble Luigi Tinelli qui construit l'usine de San Cristoforo sur le Naviglio Grande, importante voie commerciale pour la production industrielle. 
Giulio Richard, un Piémontais d'origine suisse (de Nyon) reprend l'usine de Tinelli le 23 mai 1842, a de grandes idées pour la petite production, et ainsi des fours de l'usine commencent à sortir non seulement des artefacts précieux, destinés aux plus riches, mais aussi de la vaisselle et de la faïence pour le quotidien.
Obtenant d'excellents retours et ventes, Richard fonde la Société Céramique Richard le 23 février 1873 avec son siège à Milan et des usines à San Cristoforo, Palosco et Sovere (ces deux dernières sont abandonnées par la suite).
La société est cotée à la Bourse de Milan en 1877 .

### Acquisition de Manifattura Palme (1887)
Les Pallme (le patronyme d'origine s'écrivait avec deux L jusqu'au XIXe siècle) sont des marchands de Parchen, un village de République tchèque situé dans le district du cristal de Bohême (Steinschoenau, Parchen, Haida), installés en Toscane après le congrès de Vienne (1815), d'abord à Livourne (vers 1820) puis à Pise, pour se consacrer à l'industrie.
Les documents rappellent les premiers achats de propriétés à Pise dans la Via S. Marta, effectués en 1837, et en 1841 à S. Michele hors des murs, le long de l'Arno, au bout de la promenade Piagge. Il semble qu'ils s'occupaient à la fois de la fabrication de poterie et de verrerie, mais cette dernière fut bientôt abandonnée.
Le 11 décembre 1887, la Sociéte Richard Céramique rachète l'Usine Palme avec Rogito Fontani pour étendre sa production; le choix est dicté par la ferme intention de s'agrandir grâce à la proximité de la mer pour faciliter les transferts. La situation de l'Usine Palme au cœur de l'Italie lui a permis d'élargir le commerce national et l'achèvement de la gamme de production; de plus, il faut rappeler l'existence locale de combustible végétal et le moindre coût du minéral, les quotas d'exportation consolidés de la Palme Manufacture, etc.

### Naissance de Richard-Ginori (1896)
Le 11 octobre 1896, la société Céramique Richard fusionne avec Ginori Porcelaine à Doccia, née en 1735 : elle regroupe ses activités avec la manufacture Doccia et les six magasins de Florence, Bologne, Turin, Rome et Naples. La célèbre entreprise de céramique Richard-Ginori est née. Précisément la même année de la fusion, il rendit un service commémoratif au nom de la Maison Ricordi, immédiatement après la création de La Bohème de Puccini, qui eut lieu en février 1896.
L'entrée de Richard dans Doccia introduit de nombreuses innovations mécaniques dans les ateliers et valorise la décalcomanie lithographique, pour réduire les coûts de décoration à la main. De nouveaux fours, de nouveaux bâtiments sont construits et la production d'isolateurs électriques est développée pour répondre à la demande croissante du marché italien. La société est cotée à la Bourse de Milan où elle est restée sur la liste pendant près d'un siècle . 
En 1897, Ginori rachète la fabrique de céramique pour faïence de Chevalier Felice Musso de Mondovì et en 1900 celle de Vado Ligure où est produit le grès. Aleardo Terzi fournit des motifs avant 1914.

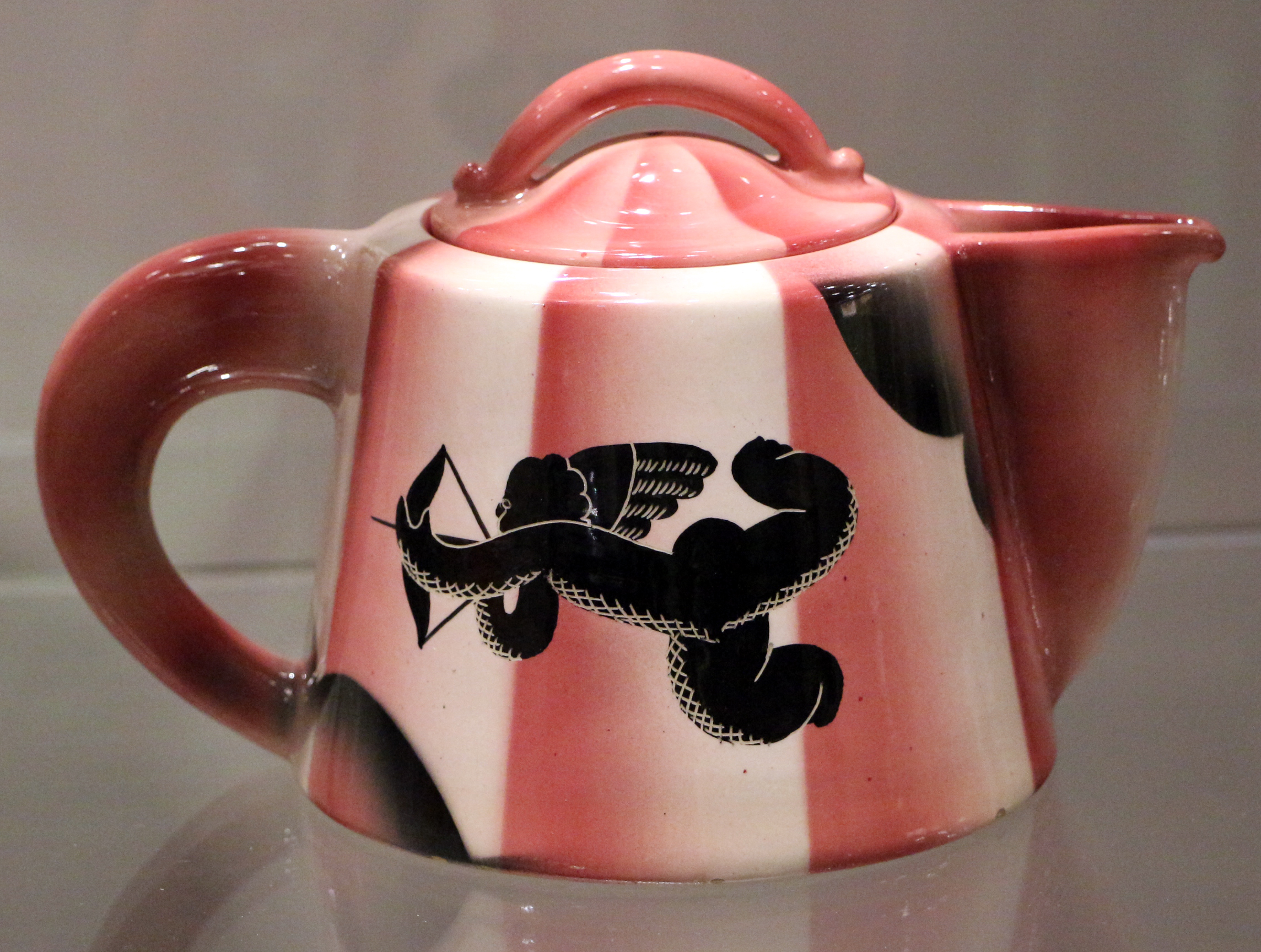
Giò Ponti pour Richard Ginori, théière Barbara, 1930 environ, musée Wolfsoniana, Genova.

Dans la période 1923-1930, Gio Ponti  travaille comme directeur artistique de la Manufacture de Céramiques Richard-Ginori, renouvelant sa gamme de produits. En 1965, il y a fusion avec la Société Italienne de Céramique de Laveno (SCI).

### XXesiècleet années 2000

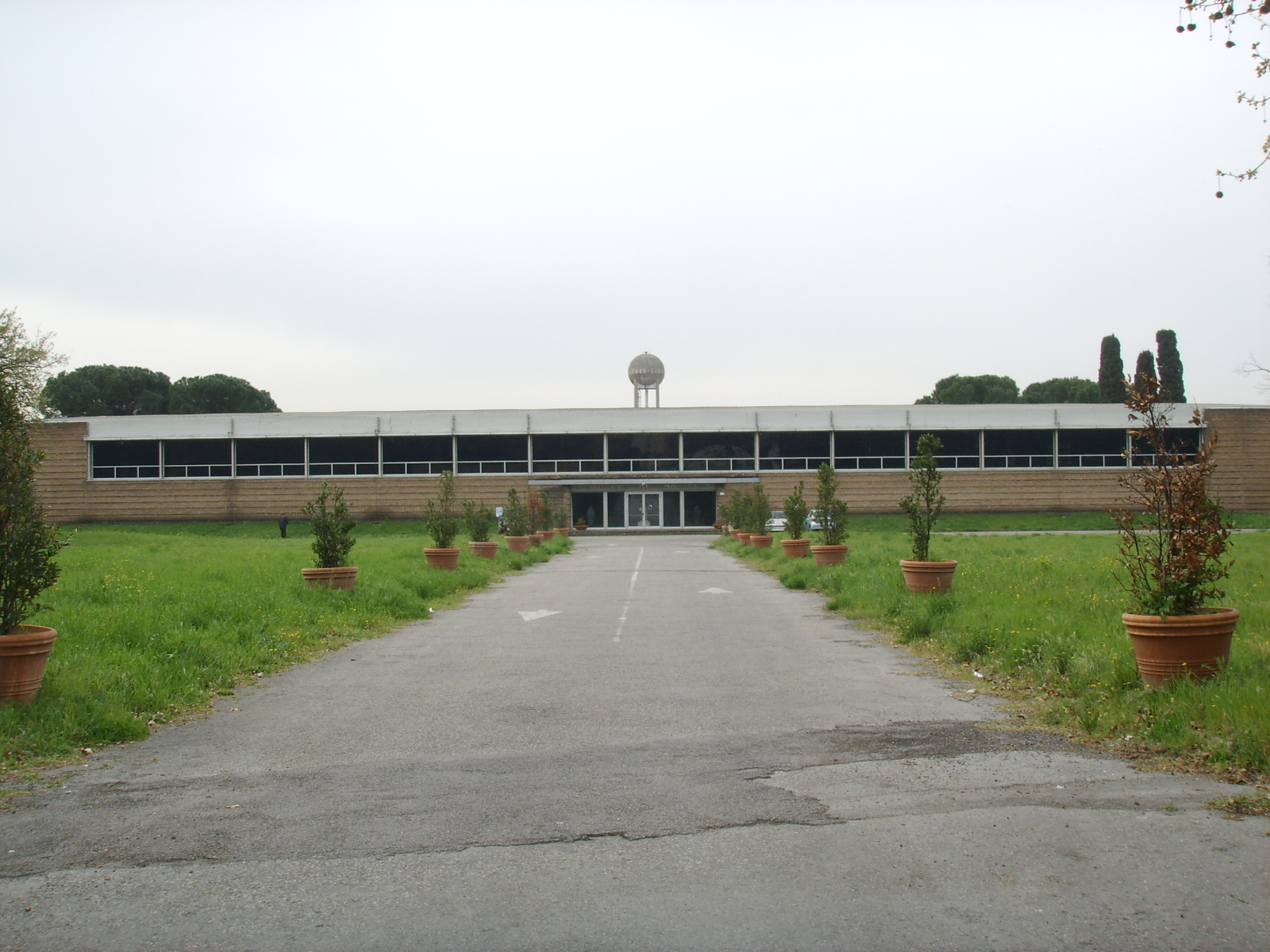
Le Musée de la Porcelaine Doccia, au Richard Ginori

En 1970, la Société est devenue une filiale de la Finanziaria Sviluppo de Michele Sindona. En 1973, Sindona cède Richard Ginori aux Liquigas de Raffaele Ursini.
En 1975, Pozzi et la Société italienne de céramique Richard-Ginori fusionnent pour créer une seule grande structure : la Pozzi-Ginori.
En 1977, Ursini la cède au groupe d'assurances SAI (Società Assicuratrice Industriale), dont il est propriétaire, et est remplacé peu après par Salvatore Ligresti.
En 1993, les destins de Pozzi-Ginori séparent à nouveau les deux groupes, la partie mobilier de salle de bain est rachetée par Sanitec Corporation, groupe multimarque leader du secteur, tandis que la Manufacture Richard Ginori est reprise en 1998 par Pagnossin, le premier groupe italien en importance dans le secteur des services de table, dirigé par le président Carlo Rinaldini et l'ingénieur Domenico Dal Bo'.
En 2006, le groupe émilien de Bormioli Rocco & Figli entre dans la propriété de Richard Ginori et, parallèlement à la construction hypothétique d'une nouvelle usine de production, une transformation du produit est proposée afin de porter la marque Ginori, l'une des plus anciennes que la marque italienne. brevet, dans les chaînes de grande distribution. Une grande partie du matériel commercialisé depuis l'entrée de Pagnossin n'est plus produit dans l'usine de Sesto mais provient d'industries non italiennes : un choix justifié par la nécessité de réduire les coûts de production.
La présence du groupe Bormioli cesse en décembre de la même année tandis que Richard Ginori fait face à une situation d'endettement inquiétante et que le promoteur immobilier Luca Sarreri, également président de la maison mère Pagnossin, atteint son sommet. Au cours de cette période, il était supposé que l'usine historique de Sesto serait éliminée face à certaines perspectives immobilières dans la région.
En octobre 2007, Richard Ginori a de nouveau été vendu et repris par Starfin de Roberto Villa.
En mars 2009, après trois ans, les actions de la société reviennent à la bourse, motivées par la possibilité de construire, pour une valeur d'au moins 30 millions d'euros, des immeubles résidentiels dans la zone occupée par l'usine de fabrication de Sesto Fiorentino, mais en mai 2012, compte tenu de la lourde situation financière avec des dettes supérieures à quarante millions d'euros, l'usine de Sesto Fiorentino est placée en liquidation et un collège de liquidateurs est nommé avec la tâche, par la vente de l'entreprise et la demande pour un concordat avec les créanciers, pour éviter la faillite, y compris la demande conformément à la loi et présentée au tribunal de Florence, pour l'autorisation de procéder à l'accomplissement d'actes urgents d'administration extraordinaire, en particulier la vente de l'entreprise, et un règlement a été produit, permettant aux parties intéressées de soumettre leurs offres contraignantes.
À partir du 1er août 2012, l'activité est suspendue et les 330 salariés sont mis au chômage technique. Le 9 octobre 2012, la Richard-Ginori dépose son bilan auprès du tribunal de Florence.
Le 14 novembre 2012, le Collège des liquidateurs, après ouverture des plis contenant les offres de deux intéressés : Arcturus S.p. A. (Sambonet) et l'offre intégrée de la Societé Lenox Corporation et Apulum S.A. ont résolu d'identifier dans cette dernière proposition la plus commode, la considérant comme la plus avantageuse tant d'un point de vue économique que social .
Malgré cela, le 7 janvier 2013, les juges du tribunal de Florence appelés à se prononcer sur la recevabilité de la société au concordat préventif, déclarent la faillite de Richard Ginori et nomment Andrea Spignoli curateur,.

### Acquisition par Gucci

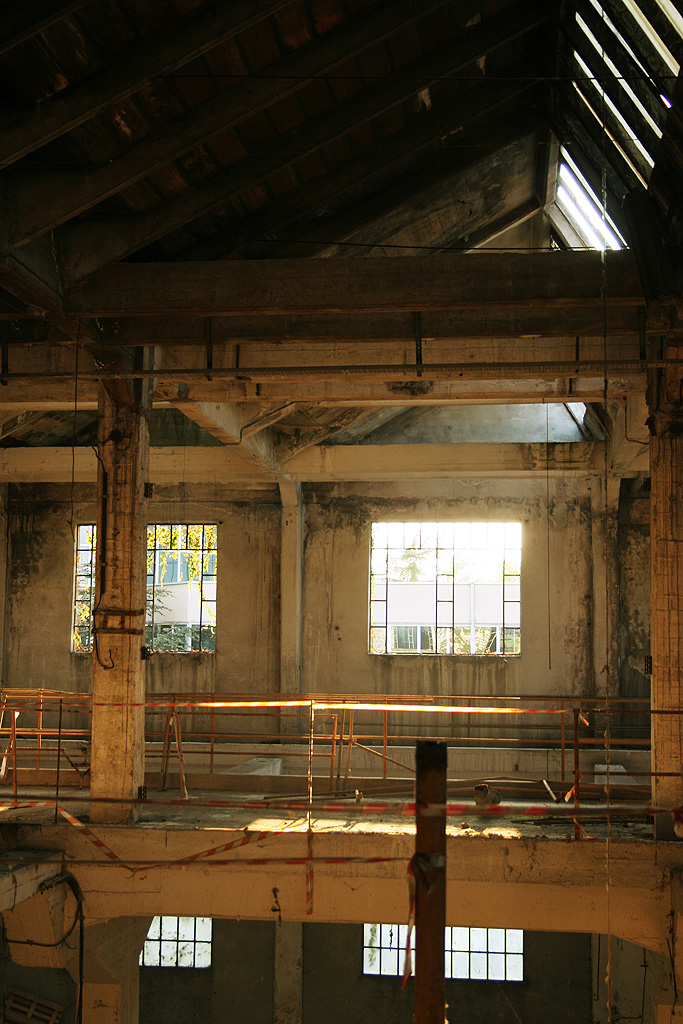
Richard Ginori, l'ancienne usine.

La seule proposition d'achat vient de la société de produits de luxe Gucci (groupe Kering) avec une offre de 13 millions d'euros au tribunal de Florence. L'investissement Gucci comprend la marque Richard Ginori et l'usine Sesto Fiorentino (Florence), mais pas la propriété immobilière du terrain de la maxi zone industrielle de 130 000 000 mètres carrés, dont l'acquisition n'aura lieu après de longues négociations qu'en août 2018. 
Gucci rouvre l'usine le 5 juin 2013 avec le retour des salariés. En 2016, l'entreprise a convenu avec le syndicat de réduire ses effectifs de 200 personnes en 2019.
En septembre 2020 l'entreprise change de nom et de logo : elle reste « Ginori », telle qu'elle était au début de son histoire, et le nom « Richard » est abandonné.

## Musée Richard-Ginori
D'importance historique et artistique est le musée Richard-Ginori de la Manufacture Doccia, adjacent à l'usine, qui rassemble la production de la manufacture depuis sa fondation. En 2017, le musée est  acheté par l'État, le centre régional de la Toscane.